# Olympische Winterspiele 1972/Teilnehmer (Italien)
| Gelbes Symbol für Goldmedaillen mit stilisierten Olympischen Ringen | Graues Symbol für Silbermedaillen mit stilisierten Olympischen Ringen | Braundes Symbol für Bronzemedaillen mit stilisierten Olympischen Ringen |
| ------------------------------------------------------------------- | --------------------------------------------------------------------- | ----------------------------------------------------------------------- |
| 2                                                                   | 2                                                                     | 1                                                                       |

Italien nahm an den Olympischen Winterspielen 1972 im japanischen Sapporo mit einer Delegation von 44 Athleten, 41 Männer und drei Frauen, teil.
Seit 1924 war es die elfte Teilnahme Italiens an Olympischen Winterspielen.

## Flaggenträger
Der Bobfahrer Klaus-Luciano De Paolis trug die Flagge Italiens während der Eröffnungsfeier im Makomanai-Stadion.

## Medaillen
Mit zwei gewonnenen Gold-, zwei Silber- und einer Bronzemedaille belegte das italienische Team Platz 8 im Medaillenspiegel.

### Gold
- Gustav Thöni: Ski Alpin, Herren-Riesenslalom
- Paul Hildgartner und Walter Plaikner: Rodeln, Herren-Doppelsitzer

### Silber
- Gustav Thöni: Ski Alpin, Herrenslalom
- Nevio De Zordo, Adriano Frassinelli, Corrado Dal Fabbro und Gianni Bonichon: Herren, Viererbob

### Bronze
- Roland Thöni: Ski Alpin, Herrenslalom

## Teilnehmer nach Sportarten

### Ski Alpin
Herren:
- Marcello Varallo
Abfahrt: 10. Platz – 1:53,85 min
- Erwin Stricker
Slalom: DSQ
- Helmuth Schmalzl
Riesenslalom: 16. Platz – 3:15,35 min
- Eberardo Schmalzl
Riesenslalom: 13. Platz – 3:14,72 min
Slalom: 6. Platz – 1:50,83 min
- Giuliano Besson
Abfahrt: 11. Platz – 1:54,15 min
- Stefano Anzi
Abfahrt: 11. Platz – 1:54,15 min
- Roland Thöni
Riesenslalom: 27. Platz – 3:20,73 min
Slalom:  – 1:50,30 min
- Gustav Thöni
Abfahrt: 13. Platz – 1:54,37 min
Riesenslalom:  – 3:09,62 min
Slalom:  – 1:50,28 min

### Biathlon
Herren:
- Corrado Varesco
Staffel (4 × 7,5 km): 10. Platz – 1:59:47,62 h; 10 Fehler
- Lino Jordan
Einzel (20 km): 40. Platz – 1:28:26,09 h; 12 Fehler
Staffel (4 × 7,5 km): 10. Platz – 1:59:47,62 h; 10 Fehler
- Pierantonio Clementi
Einzel (20 km): 31. Platz – 1:25:28,74 h; 6 Fehler
- Willy Bertin
Einzel (20 km): 16. Platz – 1:21:03,04 h; 5 Fehler
Staffel (4 × 7,5 km): 10. Platz – 1:59:47,62 h; 10 Fehler
- Giovanni Astegiano
Einzel (20 km): 22. Platz – 1:22:45,90 h; 6 Fehler
Staffel (4 × 7,5 km): 10. Platz – 1:59:47,62 h; 10 Fehler

### Bob
Zweierbob:
- Gianfranco Gaspari/Mario Armano (ITA I)
4. Platz – 5:00,45 min
- Enzo Vicario/Corrado Dal Fabbro (ITA II)
10. Platz – 5:03,66 min

Viererbob:
- Adriano Frassinelli/Nevio De Zordo/Corrado Dal Fabbro/Gianni Bonichon (ITA I)
 – 4:43,83 min
- Roberto Zandonella/Gianfranco Gaspari/Luciano De Paolis/Mario Armano (ITA II)
8. Platz – 4:46,73 min

### Eiskunstlauf
Damen:
- Rita Trapanese
7. Platz

### Eisschnelllauf
Herren:
- Bruno Toniolli
500 m: 25. Platz – 42,67 s
1500 m: 18. Platz – 2:10,24 min
5000 m: 17. Platz – 7:57,30 min
10.000 m: 16. Platz – 16:14,52 min
- Giancarlo Gloder
1500 m: 27. Platz – 2:14,07 min
5000 m: 15. Platz – 7:55,77 min
10.000 m: 17. Platz – 16:21,42 min

### Rodeln
| Damen: - Sarah Felder 8. Platz – 3:02,90 min - Erika Außendorfer-Lechner DNF | Herren: - Emilio Lechner 11. Platz – 3:31,41 min - Karl Brunner 9. Platz – 3:30,87 min - Leo Atzwanger 21. Platz – 3:35,33 min - Paul Hildgartner 8. Platz – 3:30,55 min | Doppelsitzer: - Paul Hildgartner/Walter Plaikner – 1:28,35 min - Ernesto Mair/Siegfried Mair 8. Platz – 1:30,26 min |

### Ski Nordisch

#### Langlauf
Herren:
- Gianfranco Stella
15 km: 28. Platz – 48:17,14 min
- Franco Nones
15 km: 40. Platz – 49:35,43 min
- Attilio Lombard
30 km: 36. Platz – 1:45:03,72 h
50 km: 22. Platz – 2:51:39,65 h
- Ulrico Kostner
30 km: 24. Platz – 1:42:44,06 h
50 km: DNF
4 × 10 km Staffel: 9. Platz – 2:12:07,11 h
- Carlo Favre
15 km: 24. Platz – 47:59,07 min
4 × 10 km Staffel: 9. Platz – 2:12:07,11 h
- Renzo Chiocchetti
30 km: 32. Platz – 1:44:35,03 h
4 × 10 km Staffel: 7. Platz – 2:10:42,85 h
- Elviro Blanc
30 km: 20. Platz – 1:41:44,32 h
50 km: 21. Platz – 2:51:25,19 h
4 × 10 km Staffel: 9. Platz – 2:12:07,11 h
- Tonino Biondini
15 km: 27. Platz – 48:10,09 min
50 km: 25. Platz – 2:54:28,39 h

#### Skispringen
- Ezio Damolin
Normalschanze: 55. Platz – 162,7 Punkte

#### Nordische Kombination
- Fabio Morandini
Einzel (Normalschanze/15 km): 30. Platz
- Ezio Damolin
Einzel (Normalschanze/15 km): 16. Platz